# Pâté
« Paté » redirige ici. Pour les autres significations, voir Pate.
Ne doit pas être confondu avec la pâtée.
Pour l’article ayant un titre homophone, voir Pathé.
En cuisine, un pâté est une préparation à base de viande, de poisson ou de légumes, dont les ingrédients qui le composent ont été hachés et épicés, avant d'être cuits dans une pâte. À ne pas confondre avec la terrine qui, elle, est cuite dans une terrine.
A noter que, de tout temps, la cuisine, la charcuterie et la pâtisserie française ont préparé des pâtés qu'ils distinguaient selon la température : pâtés froids (aujourd'hui nommés fautivement pâtés en croûte ou pâtés croûte) et pâtés chauds. 
Les pâtés pantins sont des pâtés froids souvent vendus dans les boulangeries et pâtisseries parisiennes. 
Les pâtés lorrains sont des pâtés chauds. 

## Présentation
En charcuterie, il est généralement fait d'un mélange finement haché de morceaux de viande ou d'abats (comme le foie), de gras, de légumes, d'œufs, d'herbes, d'épices ainsi que d'autres ingrédients, tels que parfois des alcools comme le cognac.
En cuisine française, un pâté est cuit dans une croûte, comme une tourte. S'il est cuit dans un plat en terre assez profond, de forme ovale ou rectangulaire, on doit parler de terrine.
Le « pâté de foie gras » est une préparation à base de foie gras (comprenant un minimum de 50 % de foie gras), mais il n'a pas, en tant que tel, droit à l'appellation « foie gras », qui est juridiquement protégée. Quant au foie gras (« bloc de foie gras » ou « foie gras entier »), il ne s'agit pas d'un pâté, puisque, par définition, il ne comprend que du foie gras et un assaisonnement.

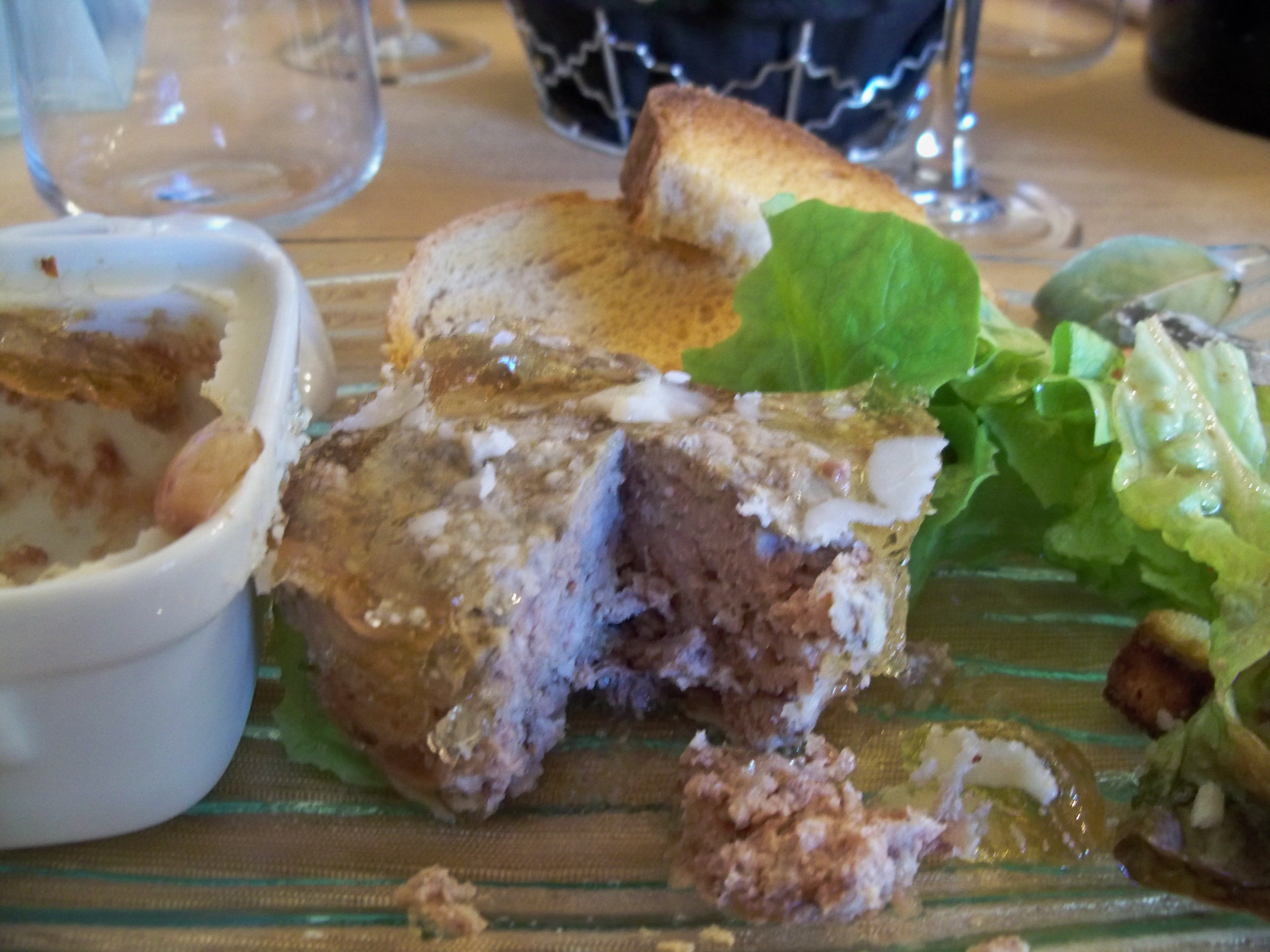
Terrine de sanglier.
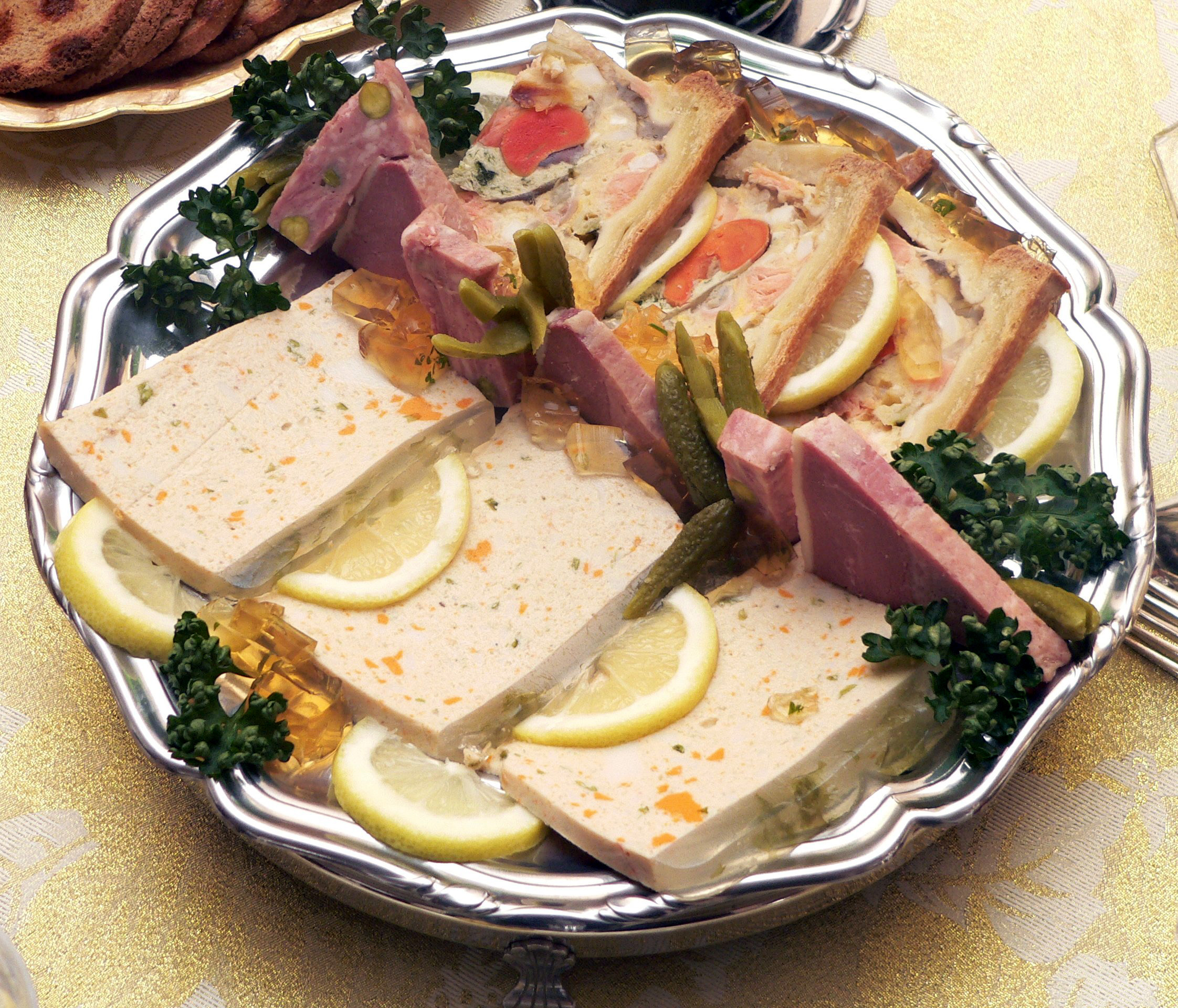
Divers pâtés et terrines.
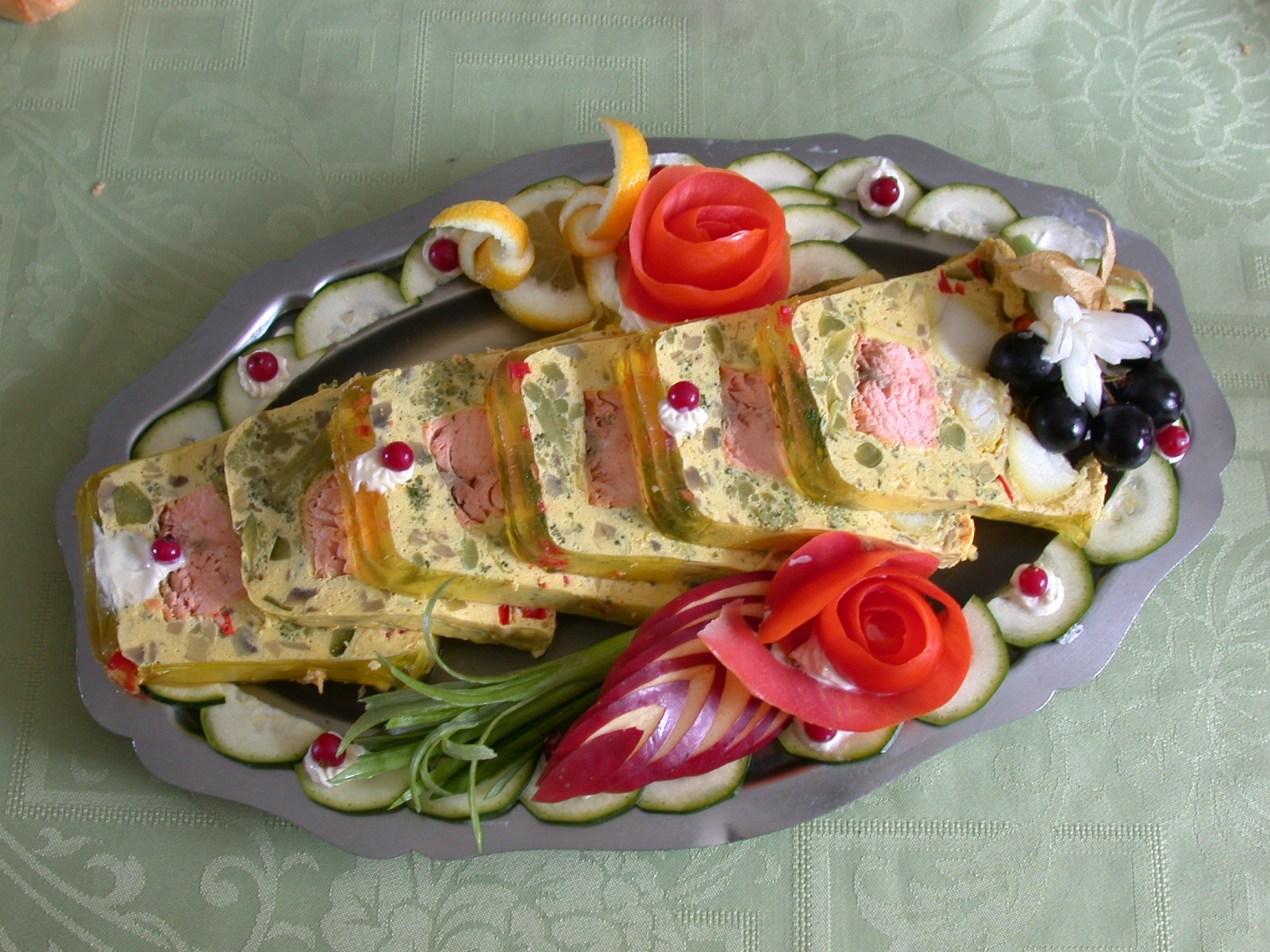
Terrine à base de saumon.

## Histoire

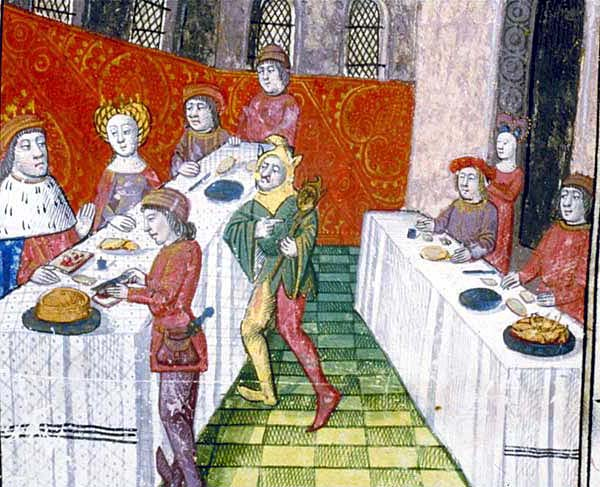
À l’avant-plan gauche, un serviteur va trancher un pâté.

Le Moyen Âge fait du pâté un chef-d’œuvre : ce qui n’est, au XIe siècle, qu’un simple haché de viandes épicées (ou de poisson), cuit dans une terrine et consommé froid, est alors composé d’une enveloppe de pâte, fourrée de diverses viandes et superbement décorée lors des fêtes d’apparat. La première recette française, rédigée en vers par Gace de La Bigne, mentionne dans un même pâté trois gros perdreaux, six grosses cailles et une douzaine d’alouettes. Le Ménagier de Paris mentionne des pâtés de poussins et de gibier, de lapereau, de venaison fraiche, de bœuf, de pigeons, de mouton, de veau, de porc, d’alouettes encore, de tourterelles, de vache, d’oiselets, d’oie et de poule. 
Bartolomeo Sacchi, dit Platine, préfet de la Bibliothèque apostolique vaticane, donne la recette d’un pâté de bête fauve : la chair, cuite dans l’eau avec sel et vinaigre, puis lardée, était placée dans une enveloppe de graisse épicée, avec un mélange de poivre, cannelle et lard gras pilés ; on piquait des clous de girofle dans la graisse jusqu’à la couvrir entièrement, puis on mettait le tout en pâte.
Au XVIe siècle, les pâtés les plus à la mode sont de bécasse au bec doré, de chapon, de langues de bœuf, de pieds de bœuf, de pieds de mouton, de poulets, de sarcelles, et de venaison.

## Littérature et cinéma
Le pâté est relativement peu présent dans la littérature française. Ce mets a principalement connu son heure de gloire pendant le Moyen Âge. On peut citer, entre autres :
- Pâté d'anguille, de Jean de La Fontaine, écrit en 1674 ;
- Le Pâté et la Tarte (titre original : La Farce nouvelle du pasté et de la tarte), farce écrite vers la fin du Moyen Âge (XVe siècle), par un auteur inconnu ;
- dans Pantagruel de Rabelais, le laquais bedonnant Pierre Chesnoy, s'adressant à son maître Pantagruel : « Moy, point ne sui faschié avec icelui pasté. » (« Moi, je ne suis pas fâché avec le pâté. »)
- dans le remake Les Visiteurs en Amérique (distribué aux États-Unis sous le titre Just Visiting), le nom du personnage Jacquouille la Fripouille a été transformé en grossier « André le Pâté ».